# Юрбаркас – Клайпеда
Юрбаркас – Клайпеда – трубопровід в Литві, споруджений між газопроводом Мінськ – Вільнюс – Калінінград та третім по величині містом країни Клайпедою.
Газопровід довжиною 138 км та діаметром 400 мм, розрахований на робочий тиск 5,4 МПа, ввели в експлуатацію у кінці 2013 року. Завдяки його з’єднанню з трубопроводом Клайпеда – Паневежис в литовській газотранспортній системі утворилось кільце, яке підвищувало загальну надійність поставок.
В 2014-му почав свою роботу термінал для прийому ЗПГ, який розмістили в порту Клайпеди. Він забезпечив для Литви, що раніше повністю залежала від поставок російського газу, друге джерело блакитного палива, транспортування якого споживачам може здійснюватись у двох напрямках до Юрбаркас та Паневежис.    